# Iglesia de San Juan Bautista (Ligos)
La iglesia de San Juan Bautista es una iglesia en la localidad española de Ligos, en la provincia de Soria. Cuenta con el estatus de Bien de Interés Cultural.

## Descripción
El edificio se encuentra en la localidad soriana de Ligos, perteneciente al municipio de Montejo de Tiermes, en Castilla y León. Se trata de una iglesia románica, del siglo XIII, de una sola nave, y ábside semicircular, precedido de tramo recto.

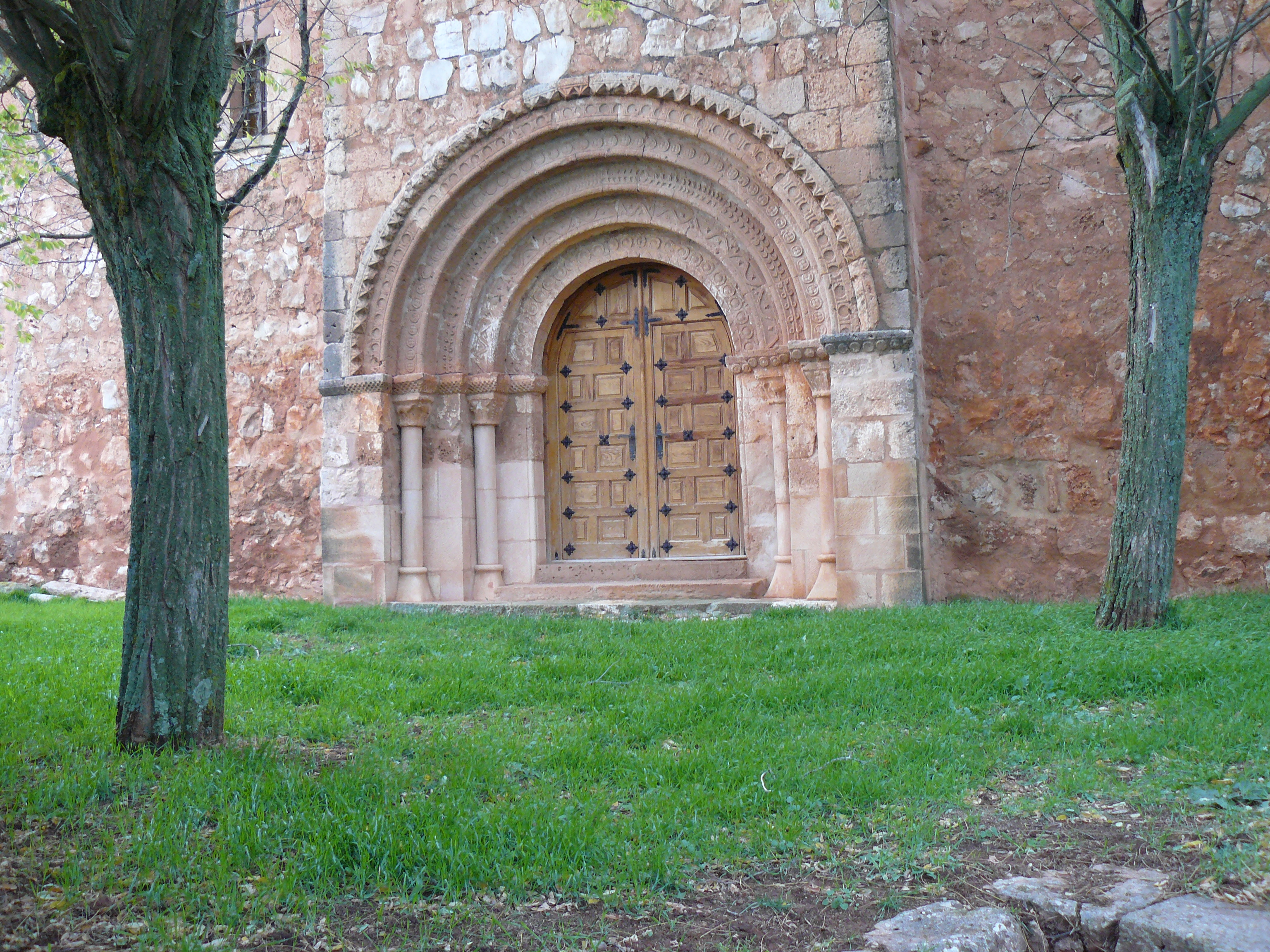
Puerta de acceso

Los parámetros de la nave, presbiterio y ábside son de mampostería reforzada con sillares en aristas. A los pies destaca una moderna espadaña, de tres vanos, para alojar campanas. Toda la cornisa decorada con bolas, descansa sobre canecillos tallados con diversos temas y roleos escalonados. Orientada al sur, como es habitual, y en el centro de la nave, se abre la puerta de acceso mediante cinco arquivoltas de arco de medio punto, decoradas con puntas de diamante, discos hundidos, espigas enlazadas y ramajes ondulantes. Los arcos gravitan sobre fustes y capiteles de tosca factura, que reproducen animales afrontados. Dos impostas corridas, decoradas con billetes y bolas, separan la arquería de los soportes que le completan.
En el ábside se abre una ventanita románica bajo arco de medio punto, sobre sencillos capiteles y fustes, trasdosada por imposta decorada con diamantes. En su interior, el ábside y presbiterio cubiertos por bóvedas de cuarto de esfera y de medio cañón, respectivamente, aparecen recorridos por una línea de imposta sencilla, que llega hasta el arco de triunfo, arco de medio punto perfecto, que descansa en sendos capiteles sobre columnas lisas.
El 28 de septiembre de 1995 fue declarada Bien de Interés Cultural con la categoría de monumento, mediante un decreto publicado en el Boletín Oficial de Castilla y León el 4 de octubre de ese mismo año.